# 540

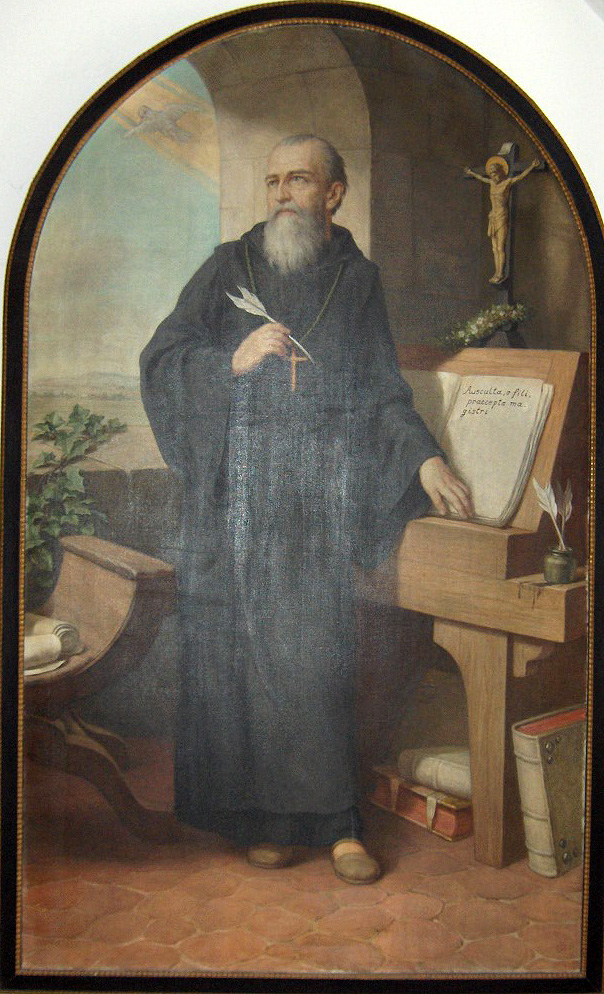
Benedictus van Nursia (480-547)

Het jaar 540 is het 40e jaar in de 6e eeuw volgens de christelijke jaartelling.

## Gebeurtenissen

### Europa
- Keizer Justinianus I doet Witiges een vredesvoorstel waarbij de river de Po als rijksgrens wordt geaccepteerd. Belisarius weigert echter dit verdrag te ondertekenen.
- Gotische Oorlog: Belisarius verovert Milaan en de hoofdstad Ravenna. Witiges en zijn vrouw Mathesuntha worden als gevangenen afgevoerd naar Constantinopel.
- Belisarius wordt het keizerschap over het westen aangeboden, hij accepteert dit, maar slechts in schijn, om zo Ravenna gemakkelijk in te kunnen nemen. Als dit bedrog bekend wordt, kiezen de Ostrogoten Ildibad als opvolger van Witiges als koning van de Ostrogoten en die zijn residentie vestigt in Pavia.
- Ildibad herovert de stad Treviso en benoemt zijn neef Totila tot bevelhebber van het Gotische leger. Hij herstelt de controle in Ligurië en Veneto in Noord-Italië.
- De Kutriguren (Bulgaren) vallen met Slavische stammen Illyricum (huidige Albanië) binnen en verwoesten 32 Byzantijnse fortificaties op de Balkan. In hun strooptochten komen ze tot aan de buitenwijken van Constantinopel, en zelfs tot aan de kust van Anatolië.

### Perzië
- Koning Khusro I verbreekt de "Eeuwige Vrede" met het Byzantijnse Rijk en valt Syrië binnen. Antiochië wordt belegerd en valt in handen van het Perzische leger.
- Khusro I laat Antiochië systematisch plunderen, marmeren standbeelden en mozaïeken worden afgevoerd. De bevolking wordt gedeporteerd naar Ctesiphon.

### India
- Het Indische bordspel Chaturanga, de voorloper van het moderne westerse schaakspel, doet zijn intrede in het Gupta Rijk. (waarschijnlijke datum)

## Religie
- Benedictus van Nursia schrijft zijn kloosterregel (Regula Benedicti), een leefregel voor zijn monniken. (waarschijnlijke datum)
- Cassiodorus, voormalig Romeins staatsman, sticht een klooster op zijn landgoed en schrijft zijn wereldkroniek "Chronica".
- Paus Vigilius wijst het monofysitisme van de hand in brieven aan Justinianus I en  Mennas, patriarch van Constantinopel.
- Paulus wordt afgezet als patriarch van Alexandrië, omdat hij zich al te gewelddadig opstelt tegenover monofysieten die zijn patriarchschap niet accepteren, en wordt vervangen door Zoïlus.

## Geboren
- Authari, koning van de Longobarden (overleden 590)
- Columbanus, Iers missionaris (waarschijnlijke datum)
- Galswintha, echtgenote van Chilperik I (overleden 568)
- Gregorius I, paus van Rome (waarschijnlijke datum)
- Tiberius I Constantijn, Byzantijns keizer (overleden 582)

## Overleden
- 6 februari - Vedastus, bisschop van Atrecht